# Таримска котлина
Таримска котлина ( кин: 塔里木盆地 ); површина 557.000 км². Назив за подручје којим тече река Тарим. Обухвата простор сушних низија између планинских масива Тјен Шан и Кунлун. Највећи део обухвата пустиња Такла Макан око 337.000 км² . Због њене екстремне унутрашњости, готово у самом срцу Азије и преко 1.500 км. удаљености од најближих мора, чини је најсушнијим просторм Евроазије. Просечна годишња количина падавина је мања од 100 мм.; у неким годинама нема падавина. Велике температурне осцилације, највише температуре лети иду и преко 40°C, а зими падају испод -20°C. Такође и велике разлике у температури између дана и ноћи. Слано језеро Лоп Нур налази се на источном крају котлине. Пошто кроз котлину протиче река Тарим, њене воде су искоришћене за наводњавање земљишта, што пружа могућност за пољопривреду. Обрадивог земљишта има око 130 km².